# Louis Gabriel Admyrauld
Louis Gabriel Admyrauld est un militaire et homme politique français né le 28 août 1784 à La Rochelle et mort le 2 novembre 1850 à La Rochelle.

## Biographie
Louis Gabriel Admyrauld est le fils de Jean-Louis Admyrauld et d'Henriette Julie Suidre. Marié à Elisabeth Rasteau (sœur de Jean-Jacques Rasteau) puis à Sophie Julie Louise Chevallier de Puilboreau, il est le grand-père de Philippe Delamain.
Élève de l'École polytechnique, il suit la carrière des armes, sert dans l'artillerie et atteint le grade de chef d'escadron en 1815. Il se fait mettre en disponibilité à la suite de la mort de sa femme en 1816 et rentre dans son pays natal pour se livre à des travaux d'agriculture. Remis en activité à sa demande, il est nommé commandant sur l'île de Ré en 1829, prend part à l'expédition d'Alger, comme attaché à l'état-major de l'artillerie. Lieutenant-colonel en 1830, commandant l'artillerie de l'armée d'Afrique, il fait partie de la colonne expéditionnaire du général Clauzel qui, d'Alger, rejoint et occupe Médéa. Il se distingue en se portant au secours d'un poste attaqué par les Arabes le 18 juillet 1831.
Le 10 avril 1831, il est élu député, en remplacement de Moyse-André Gallot, démissionnaire, par le premier collège d'arrondissement de la Rochelle, face à M. de Chassiron. Aux élections générales qui eurent lieu en juillet de la même année, il est réélu dans le même collège, contre Emery, et élu aussi dans le second collège de La Rochelle. Il opte pour le premier, qui l'envoie encore à la Chambre le 21 juin 1834. Admyrault appartient aux majorités conservatrices qui soutiennent les différents ministères de Louis-Philippe. 
Adjoint au commandant de l'école régimentaire d'artillerie de La Fère en 1837, il est sous-directeur de l'artillerie à La Rochelle l'année suivante et est admis à la retraite en 1840.

## Sources
- « Louis Gabriel Admyrauld », dans Adolphe Robert et Gaston Cougny, Dictionnaire des parlementaires français, Edgar Bourloton, 1889-1891 [détail de l’édition]